# Comme mon fils
Pour plus de détails, voir Fiche technique et Distribution.
Comme mon fils est un téléfilm franco-belge réalisé en 2022 par Franck Brett sur un scénario d'Edgar Marie et diffusé pour la première fois en Belgique le 5 mars 2023 sur La Une.
Cette fiction est une coproduction de Radar Films, TF1 Fiction, Meteorite Films, Be-FILMS et la RTBF (télévision belge),,,,.
Elle a remporté le Prix du public de la fiction unitaire au Festival TV de Luchon 2023.

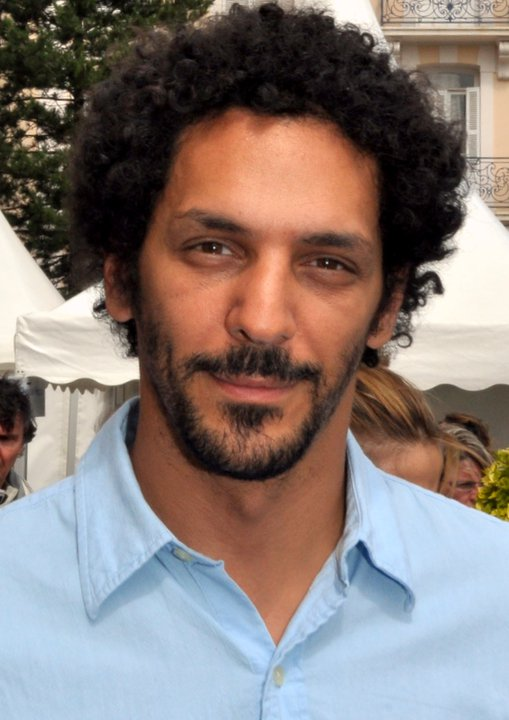
Tomer Sisley.

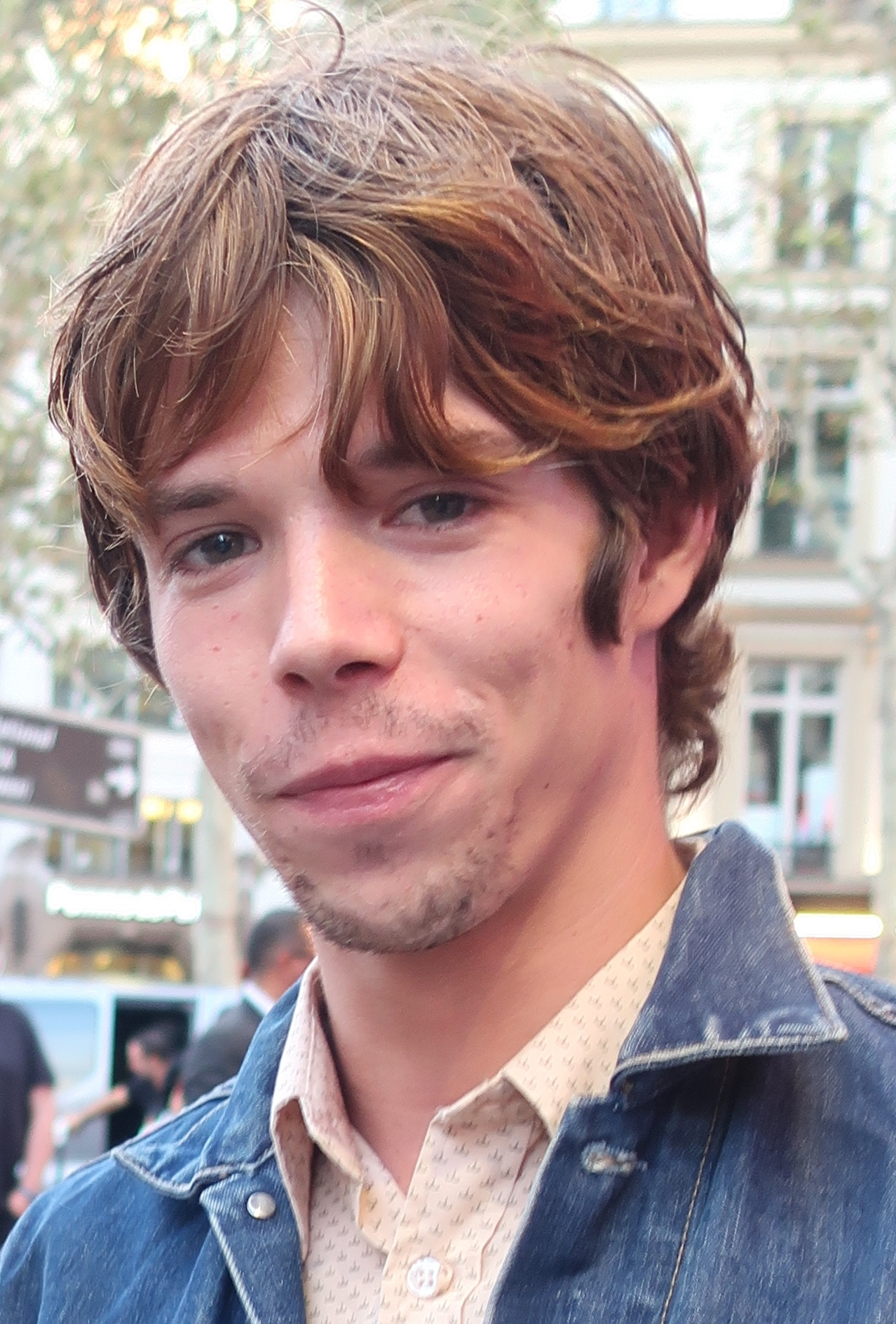
Phénix Brossard.

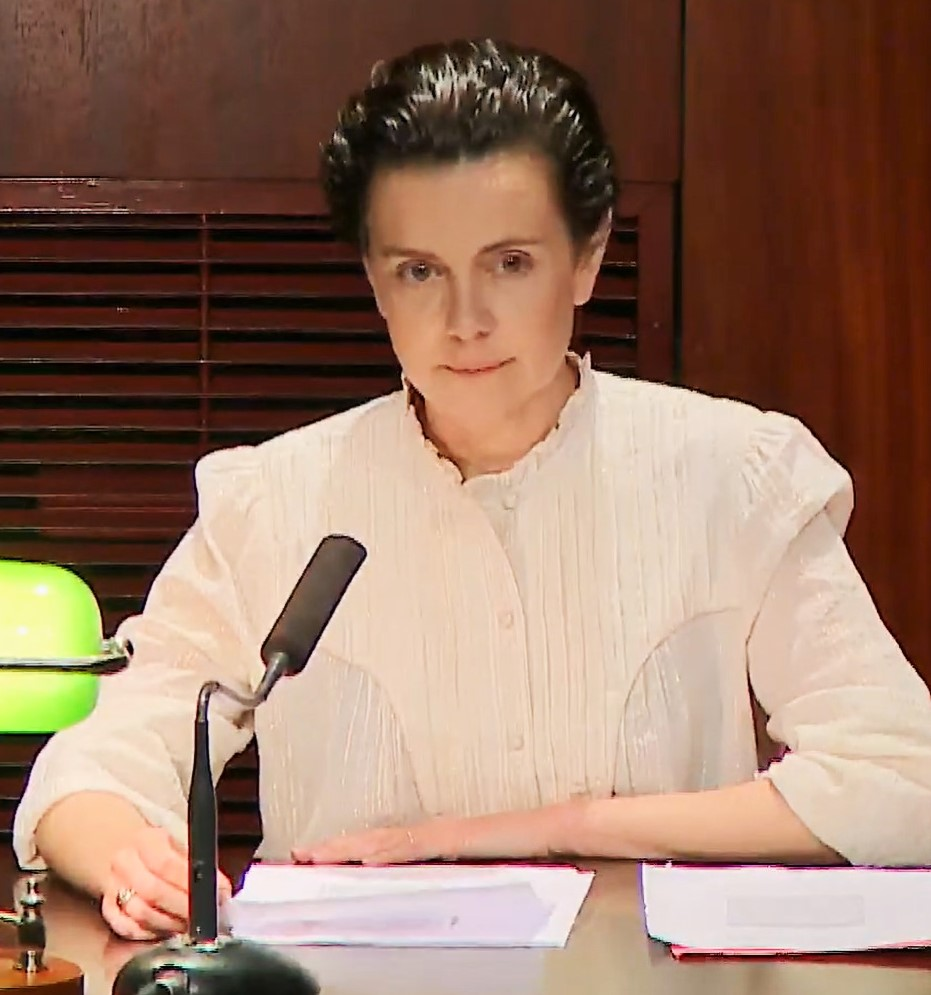
Constance Dollé.

## Synopsis
Victor, un délinquant, retrouve un soir dans son appartement une jeune femme et son fils, à qui un copain a donné les clefs. Victor accepte de les héberger un jour ou deux mais, le lendemain matin, il trouve une lettre de Rose qui lui confie le petit Charlie.
Victor, qui tire le diable par la queue, se laisse embarquer dans un cambriolage dans un hangar mais l'affaire tourne mal et son complice tue un policier. Victor fuit alors Paris et emmène le petit garçon de 6 ans dans sa folle cavale ponctuée de larcins et de braquages de banque,,.
Une véritable complicité se développe entre le voyou, qui se découvre une âme de papa,, et l'enfant abandonné par sa mère, qui est fasciné par les tatouages de pirate de Victor. Charlie va retrouver sa mère après avoir été élevé par Victor.

## Fiche technique
Sauf indication contraire, les informations mentionnées dans cette section peuvent être confirmées par les bases de données cinématographiques IMDb et Allociné,  présentes dans la section « Liens externes ».
- Titre français : Comme mon fils
- Genre : Drame
- Production : Clément Miserez, Matthieu Warter et Tomer Sisley[5],[6]
- Sociétés de production : Radar Films, TF1 Fiction, Meteorite Films, Be-FILM et la RTBF (télévision belge)[1],[2],[3],[4],[5],[7]
- Réalisation : Franck Brett[1],[5],[8],[7],[6]
- Scénario : Edgar Marie[5],[8],[7],[6]
- Musique : Jack Bartman[4]
- Décors : Franck Pompier
- Costumes :
- Photographie : Magali Silvestre de Sacy[4]
- Son : Jean Pourchier[4]
- Montage : Julia Danel[4]
- Maquillage : Claire Bernard, Stefania Fayata
- Pays de production :  France /  Belgique[2],[3],[4]
- Langue originale : français
- Format : couleur
- Durée : 90 minutes[5],[8]
- Dates de première diffusion :
  - Belgique : 5 mars 2023 sur La Une[2]
  - France : 20 mars 2023 sur TF1[7]

## Distribution
Sauf indication contraire, les informations mentionnées dans cette section peuvent être confirmées par la base de données cinématographiques IMDb,  présente dans la section « Liens externes ».
- Tomer Sisley : Victor
- Jordan Delassus : Charlie
- Lizzie Brocheré : Margaux
- Phénix Brossard : Benjamin Roméro
- Dorcas Coppin : Rose
- Constance Dollé : Claire Marsac
- Salem Kali : Samir
- Rémi Pedevilla : David

## Production

### Genèse et développement
Cette fiction, dont le scénario est écrit par Edgar Marie, est inspirée d'une histoire vraie,, qui a déjà fait l'objet d'un livre, L'enfant de la cavale (Michel Lafon, 2018).

### Attribution des rôles
Le rôle principal est confié à Tomer Sisley, qui avoue à l'hebdomadaire Télécâble Sat Hebdo qu'il a été séduit par le personnage de Victor : « J'ai beaucoup aimé son rapport avec les autres protagonistes, avec cet enfant en particulier. Son parcours est incroyable. On commence avec ce voyou de bas étage, bourru et qui n'aime personne, et il va se retrouver à s'occuper de cet enfant de 6 ans qui n'est pas le sien. Je la trouve dingue, cette histoire, moi ! ».

### Tournage
Le tournage se déroule du 4 juillet au début du mois d'août 2022 dans le département français des Alpes-Maritimes en région Provence-Alpes-Côte d'Azur,,,,.

## Diffusions et audience
En Belgique, le téléfilm, diffusé le 5 mars 2023 sur la Une, est regardé par 214 537 téléspectateurs.

## Accueil critique
L'hebdomadaire Télé Star estime que Comme mon fils est une histoire intense et émouvante.
Pour le magazine Télé-Loisirs, « ce road-movie bénéficie de la complicité du duo Tomer Sisley et Jordan Delassus ».
De son côté, l'hebdomadaire Télécâble Sat Hebdo donne 3 étoiles au téléfilm et accorde une mention spéciale au jeune comédien Jordan Delassus qui est jugé remarquable.

## Inadvertances
L'histoire se passant en 1993, quelques petites erreurs se sont glissées.
Le petit Charlie lit dans la voiture On a marché sur le génie de Léonard, une BD sortie en 1997.
Au début de l'histoire le complice de Victor boit une bière Perlembourg qui n'existe pas encore avec ce packaging à cette époque.
Lors du deuxième hold up de Victor, on peut apercevoir des billets de 500 francs de Pierre et Marie Curie qui ne sont sortis qu'en 1994.

## Distinction
- Prix du public de la fiction unitaire au Festival TV de Luchon 2023[3]